# Manuel Varela Radio
Manuel Varela Radio (Pontevedra, 15 de diciembre de 1873-Madrid, 13 de diciembre de 1962) fue un médico cirujano obstetra y profesor universitario español.

## Biografía
Nacido en Pontevedra, hijo de Teodoro Varela de la Iglesia, catedrático de Matemáticas del Instituto de aquella ciudad, y de Salomé Radío de la Vega; sobrino del catedrático de Fisiología de Santiago de Compostela, Ramón Varela de la Iglesia.
Licenciado en Medicina por la Universidad de Santiago de Compostela en 1895, obtuvo el doctorado en 1898 en la Universidad de Madrid. Completo su formación en Alemania, Francia y Austria con Bumm, Doderlein, Leopold, Diesen, Pick y O. Hertig; Schauta y Olhausen fueron sus mentores. Accedió a la cátedra de Ginecología del Hospital Real de Santiago de Compostela después de licenciarse, para en 1905 ganar la cátedra de Obstetricia y Ginecología en la universidad compostelana y en 1919 la de Obstetricia en la universidad madrileña. Fue uno de los introductores en España de las técnicas de cirugía vía vaginal y pionero en algunas técnicas como la panhisterectomía de Wertheim y Schauta. Entre sus alumnos destacados se encontraron Roberto Novoa Santos, Carlos Gil Gil, Alejandro Otero Fernández o Luis Morillo Uña.
Tuvo  un  importante  papel  en  la  introducción  de  la  radioterapia  moderna  en  el  primer sanatorio quirúrgico de Galicia (1908) el Sanatorio Baltar-Varela, fundado por él mismo y por Ángel Baltar Cortés en 1908 y que resultó ser el primero de Galicia de estas características, con la doble función de formación-especialización y atención médica.
Entre su obra escrita, hay que señalar la traducción de la segunda edición alemana de la obra de su amigo, el profesor Heinrich Martius, de Göttingen, Operaciones ginecológicas y sus fundamentos anatomotopográficos.Publicó en diversas revistas especializadas artículos entre los que cabe señalar: La marsupialización como medio de tratamiento de algunos tumores quísticos,  siendo  colaborador  permanente  de  la  Revista  General de Medicina y Cirugía.
En el ámbito político, fue elegido diputado al Congreso por Pontevedra en las elecciones generales de España de 1931 dentro de la candidatura de la Federación Republicana Gallega-ORGA. Con el golpe de Estado que dio lugar al inicio de la guerra civil española marchó al exilio. Regresó en 1941 y fue depurado por los tribunales de responsabilidades políticas hasta 1945, si bien se jubiló poco después y siguió ejerciendo como médico varios años de forma privada antes de fallecer en 1962.